# جزيرة كالانغ كودوس
جزيرة كالانغ كودوس وهي جزيرة من جزر إندونيسيا، وتقع في إقليم جاكارتا، في بولاو سيريبو ضمن جنوب الجزر الألف.